# Nikolaus Riehl
Nikolaus Riehl (São Petersburgo, 1901 — 1990) foi um químico nuclear industrial alemão.
Foi chefe da sede científica da Auergesellschaft. Quando os soviéticos entraram em Berlim próximo ao fim da Segunda Guerra Mundial, Riehl foi "convidado" para ir para a União Soviética, onde permaneceu durante 10 anos. Por seu trabalho no projeto da bomba atômica soviética foi laureado com o Prêmio Stalin da União Soviética, Prêmio Lenin e Ordem da Bandeira Vermelha do Trabalho. Depois de 10 anos foi repatriado para a Alemanha, escolhendo a Alemanha Ocidental, onde trabalhou com Heinz Maier-Leibnitz com sua equipe do reator nuclear da Universidade Técnica de Munique. Em 1961 tornou-se professor ordinário de física técnica da Universidade Técnica de Munique, concentrando suas pesquisas em física do estado sólido, especialmente a física do gelo e espectroscopia óptica de sólidos.

## Publicações e patentes selecionadas
- P. M. Wolf and N. Riehl Über die Zerstörung von Zinksulfidphosphoren durch - Strahlung, Annalen der Physik, Volume 403, Issue 1, 103-112 (1931)
- P. M. Wolf and N. Riehl Über die Zerstörung von Zinksulfidphosphoren durch - Strahlen. 2. Mitteilung, Annalen der Physik, Volume 409, Issue 5, 581-586 (1933)
- Nikolaus Riehl Transparent Coating,  Patent number: CA 350884, Patent owner: Degea Aktiengesellschft (Auergesellschaft), Issue date: June 11, 1935,  Canadian Class (CPC): 117/238.
- Nikolaus Riehl Light-Modifying Article and Method of Producing the Same, Patent number: 2088438, Filing date: Jun 2, 1934, Issue date: Jul 27, 1937, Assignee: Degea.
- N. Riehl and H. Ortmann Über die Druckzerstörung von Phosphoren, Annalen der Physik, Volume 421, Issue 6, 556-568 (1937)
- N. Riehl New results with luminescent zinc sulphide and other luminous substances, Trans. Faraday Soc. Volume 35, 135 - 140 (1939)
- N. Riehl Die „Energiewanderung“ in Kristallen und Molekülkomplexen, Naturwissenschaften Volume 28, Number 38, Pages 601-607 (1940). The author was identified as being at the wissenschaftlichen Laboratorium der Auergesellschaft, Berlin.
- N. Riehl, N. V. Timofeev-Resovskij, and K. G. Zimmer Mechanismus der Wirkung ionisierender Strahlen auf biologische Elementareinheiten, Die Naturwissenschaften Volume 29, Numbers 42-43, 625-639 (1941).  Riehl was identified as being in Berlin, and the other two were identified as being in Berlin-Buch.
- N. Riehl Zum Mechanismus der Energiewanderung bei Oxydationsfermenten, Naturwissenschaften Volume 31, Numbers 49-50, 590-591 (1943)
- N. Riehl, R. Rompe, N. W. Timoféeff-Ressovsky und K. G. Zimmer Über Energiewanderungsvorgänge und Ihre Bedeutung Für Einige Biologische Prozesse, Protoplasma Volume 38, Number 1, 105-126 (1943).  The article was received on 19 April 1943.
- G. I. Born (H. J. Born), N. Riehl, K. G. Zimmer, Title translated from the Russian: Efficiency of Luminescence Production by Beta Rays in Zinc Sulfide, Doklady Akademii Nauk SSSR Volume 59, March, 1269-1272 (1948)
- N. Riehl and H. Ortmann Über die Struktur von Leuchtzentren in aktivatorhaltigen Zinksulfidphosphoren, Annalen der Physik, Volume 459, Issue 1, 3-14 (1959). Institutional affiliations: Technische Hochschule und Liebenwalde, Munich; Deutschen Akademie der Wissenschaften, Munich.
- N. Riehl and R. Sizmann Production of Extremely High Lattice Defect Concentration in the Irradiation of Solid Bodies in Reactors [In German], Zeitschrift für Angewandte Physik Volume 11, 202-207 (1959). Institutional affiliation: Technische Physik der Technische Hochschule, Munich.
- N. Riehl, R. Sizmann, and O. J. Stadler Effects of Alpha-Irradiation on Zinc Sulfide Phosphors [In German], Zeitschrift für Naturforschung A Volume 16, 13-20 (1961). Institutional affiliation: Technische Hochschule, Munich.
- K. Fink, N. Riehl, and O. Selig Contribution to the Question of the Cobalt Content in Reactor Construction Steel [In German], Nukleonik Volume 3, 41-49 (1961). Institutional Affiliations: Phoenix-Rheinrohr A.G., Düsseldorf; and Technische Hochschule, Munich.
- N. Riehl and R. Sizmann Effects of High Energy Irradiation on Phosphors [In German], Physica Status Solidi Volume 1, 97-119 (1961). Institutional affiliation: Technische Hochschule, Munich.
- N. Riehl Effects of High Energy Radiation on the Surface of Solid Bodies [In German], Kerntechnik Volume 3, 518-521 (1961). Institutional affiliation: Technische Hochschule, Munich.
- H. Blicks, N. Riehl, and R. Sizmann Reversible Light Center Transformations in ZnS Phosphors [In German], Z. Physik Volume 163, 594-603 (1961). Institutional affiliation: Technische Hochschule, Munich.
- N. Riehl, W. Schilling, and H. Meissner Design and Installation of a Low Temperature Irradiation Facility at the Munich Research Reactor FRM, Res. Reactor J. Volume 3, Number 1, 9-13 (1962). Institutional affiliation: Technische Hochschule, Munich.
- S. Hoffmann, N. Riehl, W. Rupp, and R. Sizmann Radiolysis of Water Vapor by Alpha-Radiation [In German], Radiochimica Acta Volume 1, 203-207 (1963). Institutional affiliation: Technische Hochschule, Munich.
- O. Degel and N. Riehl Diffusion of Protons (Tritons) in Ice Crystals [In German], Physik Kondensierten Materie Volume 1, 191-196 (1963). Institutional affiliation: Technische Hochschule, Munich.
- R. Doll,  H. Meissner, N. Riehl, W. Schiling, and F. Schemissner Construction of a Low-Temperature Irradiation Apparatus at the Munich Research Reactor [In German] Zeitschrift für Angewandte Physik Volume 17, 321-329 (1964). Institutional affiliation: Bayerische Akademie der Wissenschaften, Munich.
- N. Riehl and R. Sizmann The Abnormal Volatility of Alpha-Irradiated Materials [In German], Radiochimica Acta Volume 3, 44-47 (1964). Institutional affiliation: Technische Hochschule, Munich.
- H. Blicks, O. Dengel, and N. Riehl Diffusion of Protons (Tritons) in Pure and Doped Ice Monocrystals [In German], Physik der Kondensierten Materie Volume 4, 375-381 (1966). Institutional affiliation: Technische Hochschule, Munich.
- O. Dengel, E. Jacobs, and N. Riehl Diffusion of Tritons in NH4-Doped Ice Single Crystals [In German], Physik der Kondensierten Materie Volume 5, 58-59 (1966). Institutional affiliation: Technische Hochschule, Munich.
- H. Engelhardt, H. Müller-Krumbhaar, B. Bullemer, and N. Riehl Detection of Single Collisions of Fast Neutrons by Nucleation of Tyndall Flowers in Ice, J. Appl. Phys.  Volume 40: 5308-5311(Dec 1969). Institutional affiliation: Technische Hochschule, Munich.
- N. Riehl, A. Muller, and R. Wengert Release of trapped charge carriers by phonons generated by alpha-particles [In German], Z. Naturforsch., Volume 28, Number 6, 1040-1041 (1973). Institutional affiliation: Technische Universität, Munich.
- N. Riehl and R. Wengert Charge carrier release in He-cooled crystals by phonon fluxes generated by impinging hot gas atoms, by heat pulses, or by alpha-particles, Journal: Phys. Status Solidi (a), Volume 28, Number 2, 503-509 (1975). Institutional affiliation: Technische Universität, Munich.

## Livros
- Nikolaus Riehl and Henry Ortmann Über den Aufbau der Zinksulfid-Luminophore (Verl. Chemie, 1957)
- Riehl, Nikolaus, Bernhard Bullemer, and Hermann Engelhardt (editors). Physics of Ice. Proceedings of the International Symposium, Munich, 1968 (Plenum, 1969)
- Fred Fischer and Nikolaus Riehl Einführung in die Lumineszenz (Thiemig, 1971)
- Nikolaus Riehl and Frederick Seitz Stalin’s Captive: Nikolaus Riehl and the Soviet Race for the Bomb (American Chemical Society and the Chemical Heritage Foundations, 1996) ISBN 0-8412-3310-1.  This book is a translation of Nikolaus Riehl’s book Zehn Jahre im goldenen Käfig (Ten Years in a Golden Cage) (Riederer-Verlag, 1988); Seitz has written a lengthy introduction to the book. This book is a treasure trove with its 58 photographs.